# Орловка (Переменовський сільський округ)
Орло́вка (каз. Орловка) — село у складі Бородуліхинського району Абайської області Казахстану. Входить до складу Переменовського сільського округу.
Населення — 791 особа (2021; 941 у 2009, 644 у 1999, 950 у 1989).
Національний склад станом на 1989 рік:
- німці — 78 %